# Reprezentacja Związku Radzieckiego w rugby union kobiet
Reprezentacja ZSRR w rugby (ros. Сборная СССР по регби) – nieistniejąca drużyna reprezentująca ZSRR. Uczestnik Pucharu Świata w 1991. W 1992 reprezentacja została przemieniona na drużynę Wspólnoty Niepodległych Państw.